# Leonard Terfelt
Leonard Daniel Andreas Terfelt, , född 20 augusti 1976 i Hägersten, är en svensk skådespelare.

## Biografi
Terfelt utbildades vid Teaterhögskolan vid Göteborgs universitet. Han filmdebuterade år 2000 i Jalla! Jalla!. År 2007 hade han den återkommande rollen som Niillas Kimmel i TV-serien Höök. Samma år spelade han huvudrollen i filmen Leo. Han nominerades till en Guldbagge 2008 för denna roll. Åren 2008–2009 gjorde han rollen som Roger Andersson i TV-serien Oskyldigt dömd. År 2013 spelade han rollen som Hans von Enke i fem filmer om Kurt Wallander. År 2014 medverkade han i filmen Flugparken mot bland andra Sverrir Gudnason.
Terfelt har varit verksam vid Dramaten. År 2004 gjorde han rollen som Roger i Utanför mitt fönster, 2005 Agis i Kärlekens triumf och 2007 advokat Helmer i Ett dockhem. År 2006 medverkade han i Radioteaterns föreställning Hot mot hennes liv. Han har även varit verksam vid Riksteatern.

## Filmografi
- 2000 – Jalla! Jalla!
- 2005 – Fyra veckor i juni
- 2007 – Höök (TV-serie)
- 2007 – Leo
- 2008–2009 – Oskyldigt dömd (TV-serie)
- 2011 – Anno 1790 (TV-serie)
- 2012 – Arne Dahl: Europa Blues (TV-serie)
- 2012 – Studio Sex
- 2013 – Wallander – Den orolige mannen
- 2013 – Wallander – Sveket
- 2013 – Wallander – Saknaden
- 2013 – Wallander – Mordbrännaren
- 2013 – Wallander – Sorgfågeln
- 2014 – Äkta människor (TV-serie)
- 2014 – Flugparken
- 2018 – Bron (TV-serie)
- 2019 – Heder (TV-serie)
- 2020 – Morden i sandhamn (TV-serie)

## Teater

### Roller (ej komplett)
| År   | Roll                    | Produktion                                                              | Regi                 | Teater                   |
| ---- | ----------------------- | ----------------------------------------------------------------------- | -------------------- | ------------------------ |
| 2004 | Roger                   | Utanför mitt fönster Mattias Andersson                                  | Birgitta Englin      | Dramaten                 |
| 2005 | Agis                    | Kärlekens triumf (Le triomphe de l'amour) Pierre de Marivaux            | Staffan Roos         | Dramaten                 |
| 2007 | Advokat Helmer          | Ett dockhem (Et Dukkehjem) Henrik Ibsen                                 | Sofia Jupither       | Dramaten                 |
| 2011 | James Tyrone jr         | Lång dags färd mot natt (Long Day's Journey into Night) Eugene O'Neill  | Maria Löfgren        | Riksteatern              |
| 2015 | Peter                   | ≈ [ungefär lika med] Jonas Hassen Khemiri                               | Farnaz Arbabi        | Dramaten                 |
| 2015 | Gaga                    | Marodörer Hannes Meidal och Jens Ohlin                                  | Jens Ohlin           | Dramaten                 |
| 2016 | Paris                   | Romeo och Julia (The Tragedy of Romeo and Juliet) William Shakespeare   | Linus Tunström       | Kulturhuset Stadsteatern |
| 2016 |                         | Dylansällskapet Dennis Magnusson                                        | Dennis Sandin        | Kulturhuset Stadsteatern |
| 2017 | Gusten                  | Hemsöborna August Strindberg                                            | Stefan Metz          | Kulturhuset Stadsteatern |
| 2018 | Doktorn                 | Besök av en gammal dam (Der Besuch der alten Dame) Friedrich Dürrenmatt | Katrine Wiedemann    | Kulturhuset Stadsteatern |
| 2018 |                         | De skyddssökande (Ἱκέτιδες, Hiketides) Aischylos                        | Dritëro Kasapi       | Kulturhuset Stadsteatern |
| 2019 |                         | Madame Bovary Gustave Flaubert                                          | Frida Röhl           | Folkteatern, Göteborg    |
| 2022 | Hunfried ”Husse” Hierta | Sviten Denise Rudberg och Mikaela Bley                                  | Lisa Ohlin           | Intiman                  |
| 2024 | Styvfadern              | Son och far Alexander Salzberger                                        | Alexander Salzberger | Dramaten                 |
| 2025 |                         | Papporna Alexandra Pascalidou                                           | Alexander Salzberger | Dramaten                 |